# Нойбранденбург
Нойбра́нденбург, также Нёйбранденбург (нем. Neubrandenburg, н.-луж. Nowy Braniboŕ, полабск. Branibor Nowy) — город в Германии, в земле Мекленбург-Передняя Померания. Входит в состав района Мекленбургское Поозёрье.
Город находится близ Доленского озера (Толлензе) и занимает площадь в 85,65 км²; подразделяется на 10 городских районов. Численность населения города, по оценке на 31 декабря 2013, года составляет 63 437 человек.
Нойбранденбург называют «Городом четырёх ворот» в честь городских крепостных ворот (Трептовские, Штаргардские, Фридландские и Новые).
Официальный код — 13 0 02 000.

## История
Нойбранденбург был основан графом Бранденбурга Йоханном I 4 января 1248 года.
В 1945 году он был занят советскими войсками. Градоначальником был назначен Сагнаев Барлыбай.
С 1 июля 2011 года город входит в состав района Мекленбургское Поозёрье; до этого он обладал статусом города земельного подчинения.

## Города-побратимы
- Колленьо, Италия (1965)
- Вильжюиф, Франция (1966)
- Невер, Франция (1973)
- Кошалин, Польша (1974)
- Петрозаводск, Россия (1983)
- Фленсбург, Германия (1987)
- Гладсаксе, Дания (1990)
- Назарет, Израиль (1998)
- Янчжоу, Китай (1999)

## Известные личности
- Йоханн Петер Зюсмильх — статистик и демограф, учился в Нойбранденбурге в гимназии при Сером Монастыре.
- Художник Каспар Давид Фридрих, чьи родители происходили из Нойбранденбурга, часто посещал его.
- Отто-Эрнст Ремер, генерал вермахта, один из основателей и второй председатель Социалистической Имперской партии, родился в Нойбранденбурге.
- Томас Цереске — спортсмен (гребля), родился в Нойбранденбурге.

## Фотографии

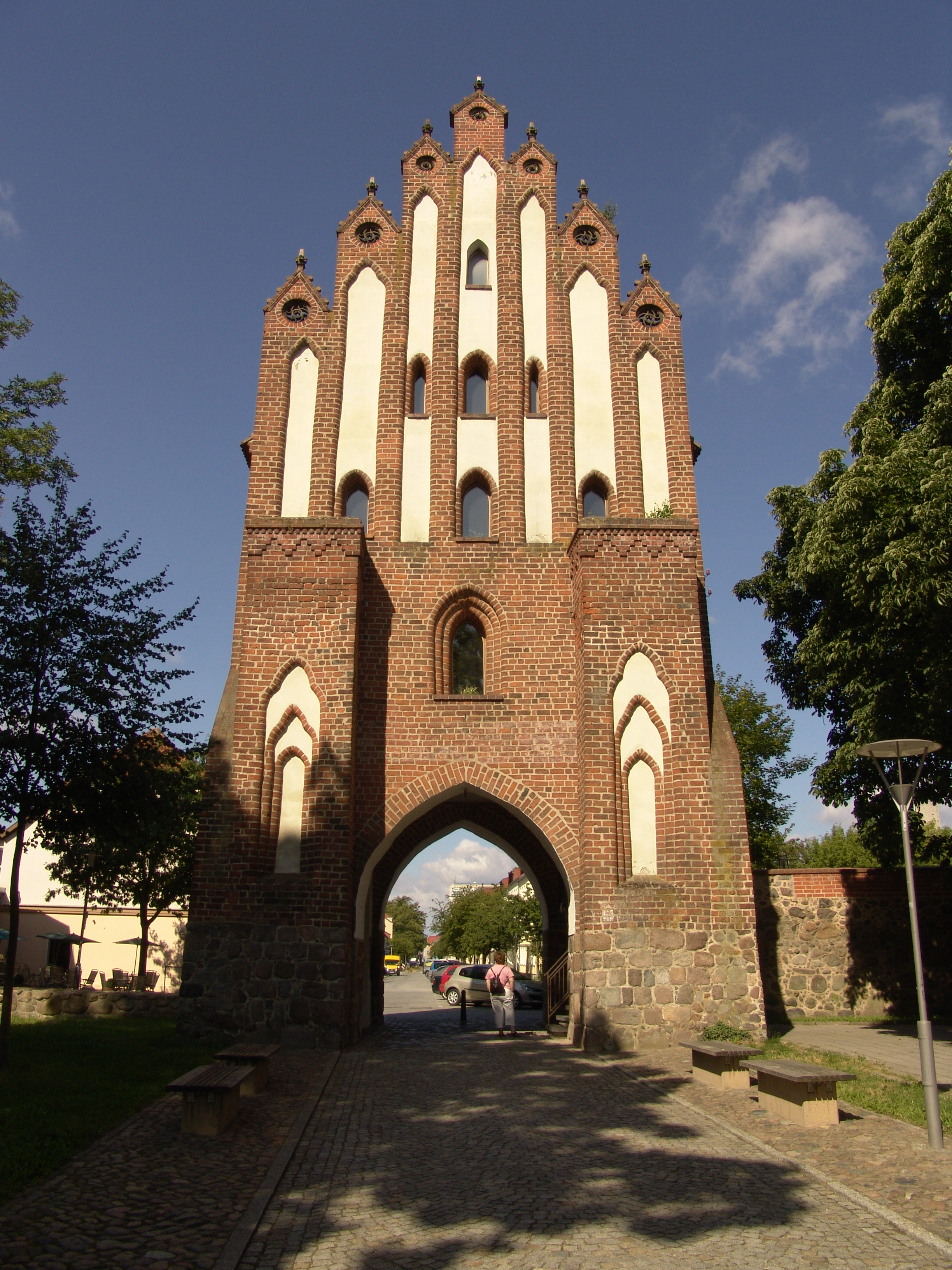
Новые ворота
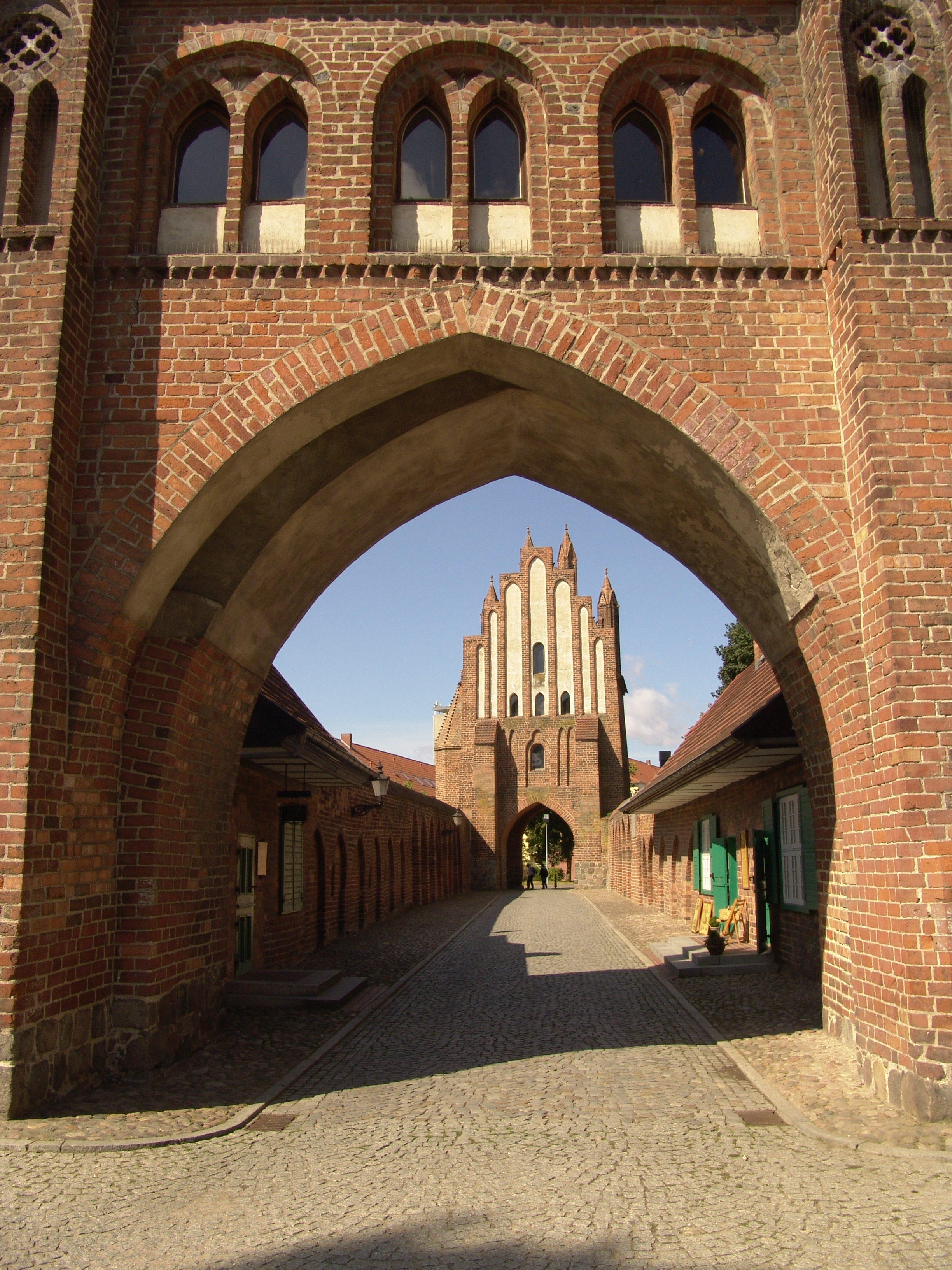
Нойбранденбургские ворота
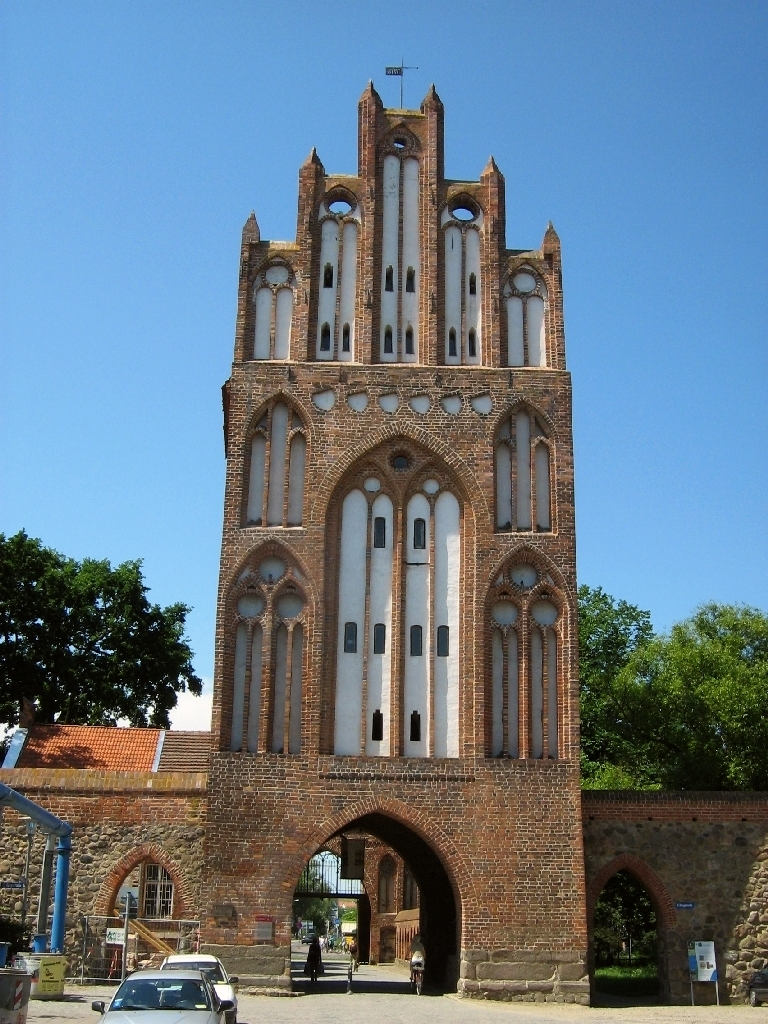
Трептовские ворота - главные ворота
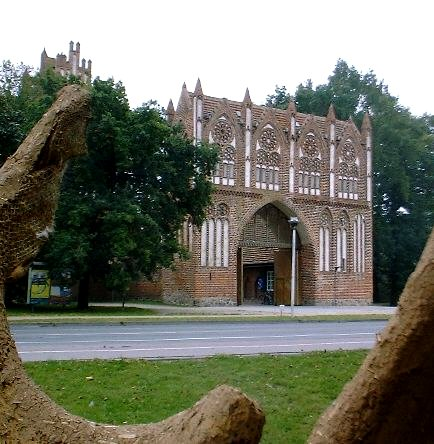
Трептовские ворота - передние-ворота
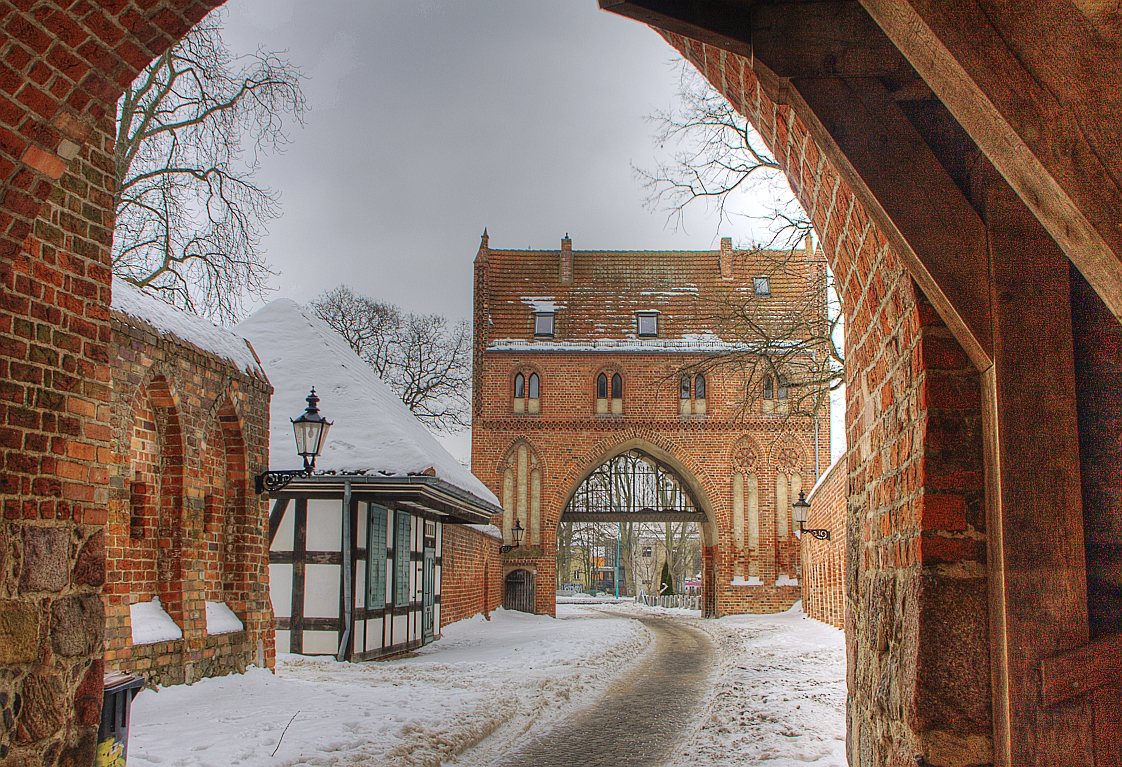
Старгардерские ворота
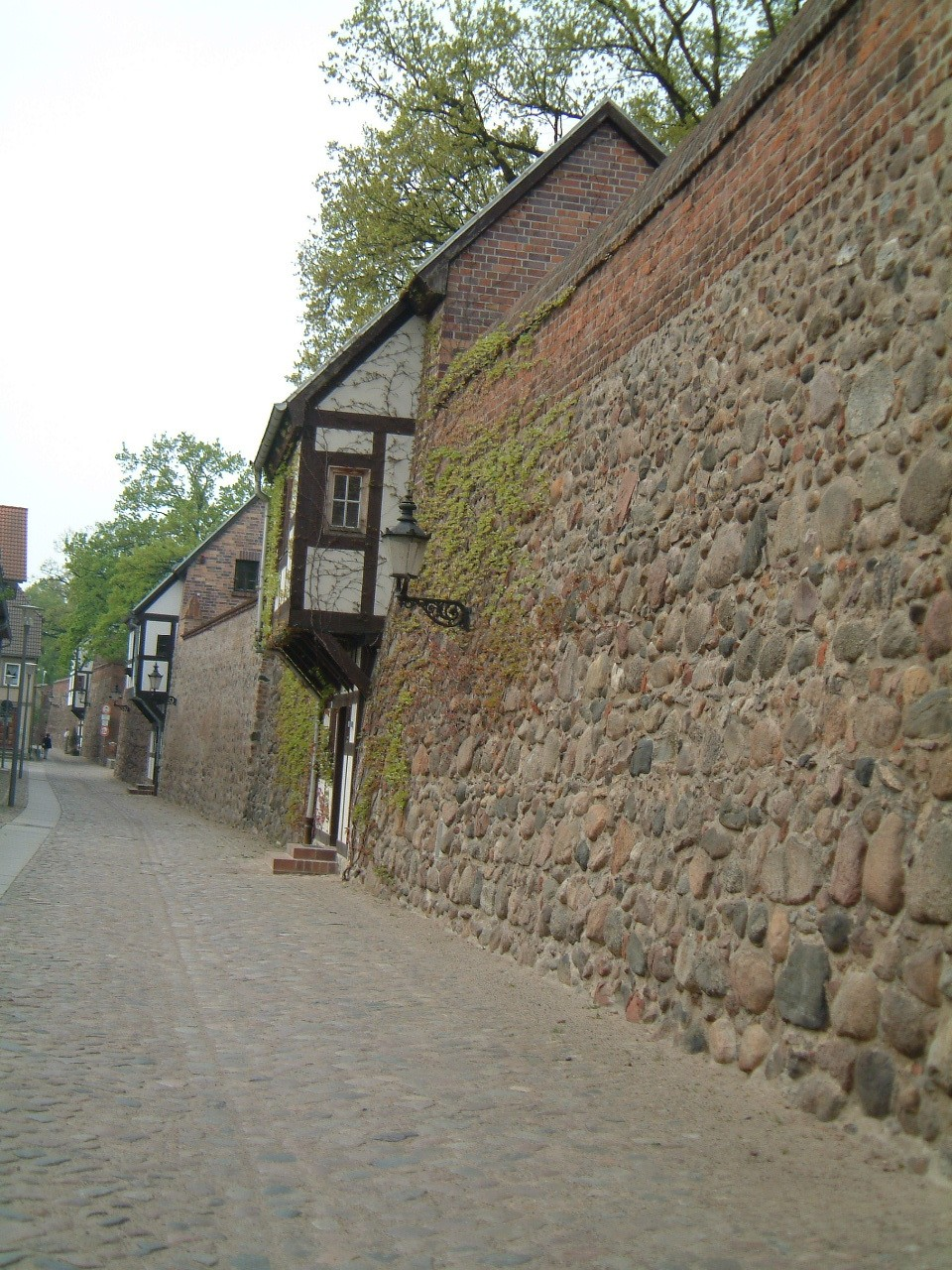
Городская стена
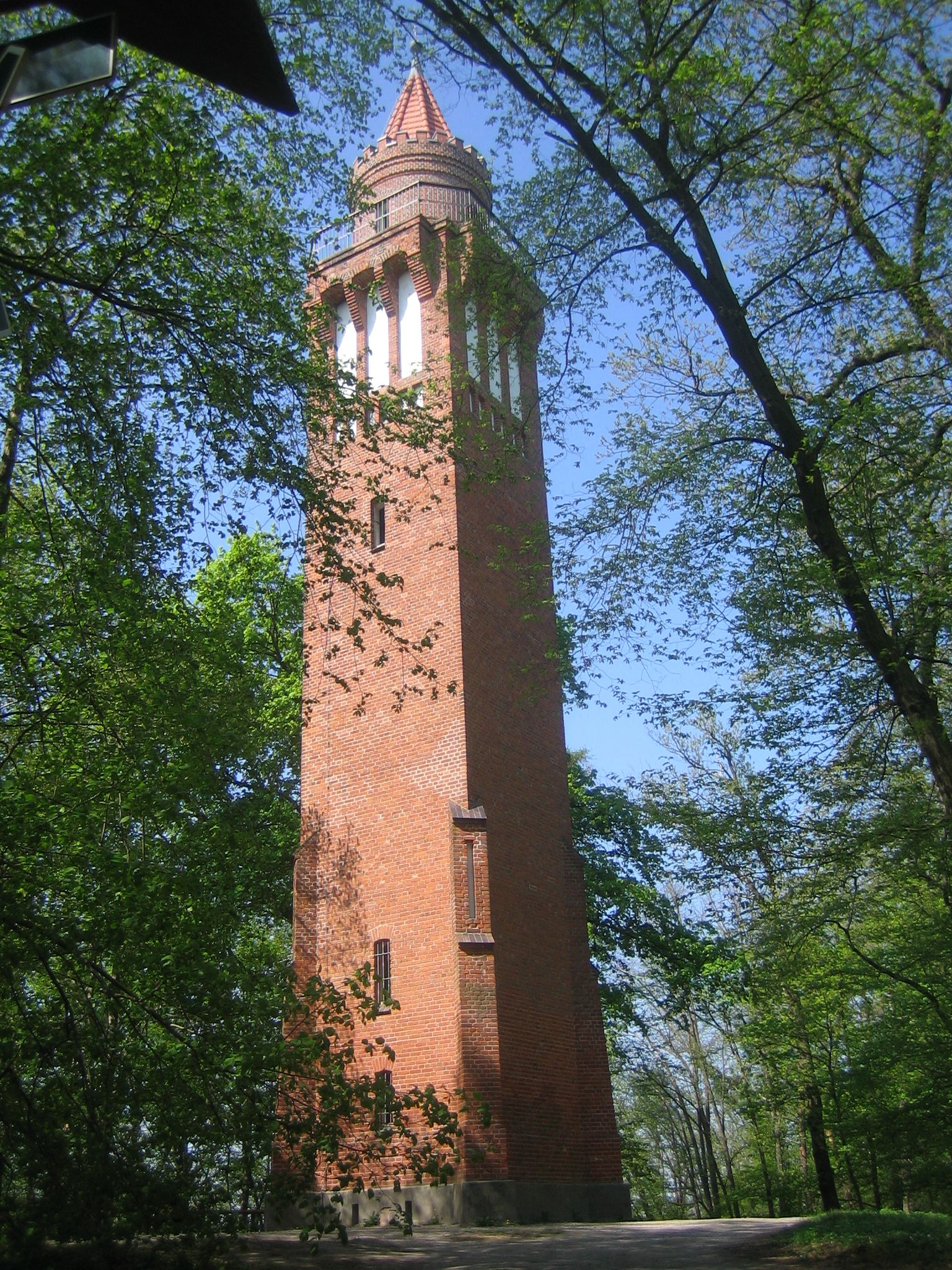
Смотровая башня
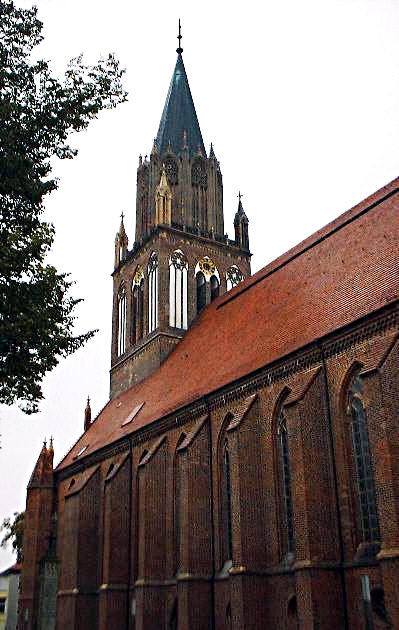
Церковь Св. Богоматери
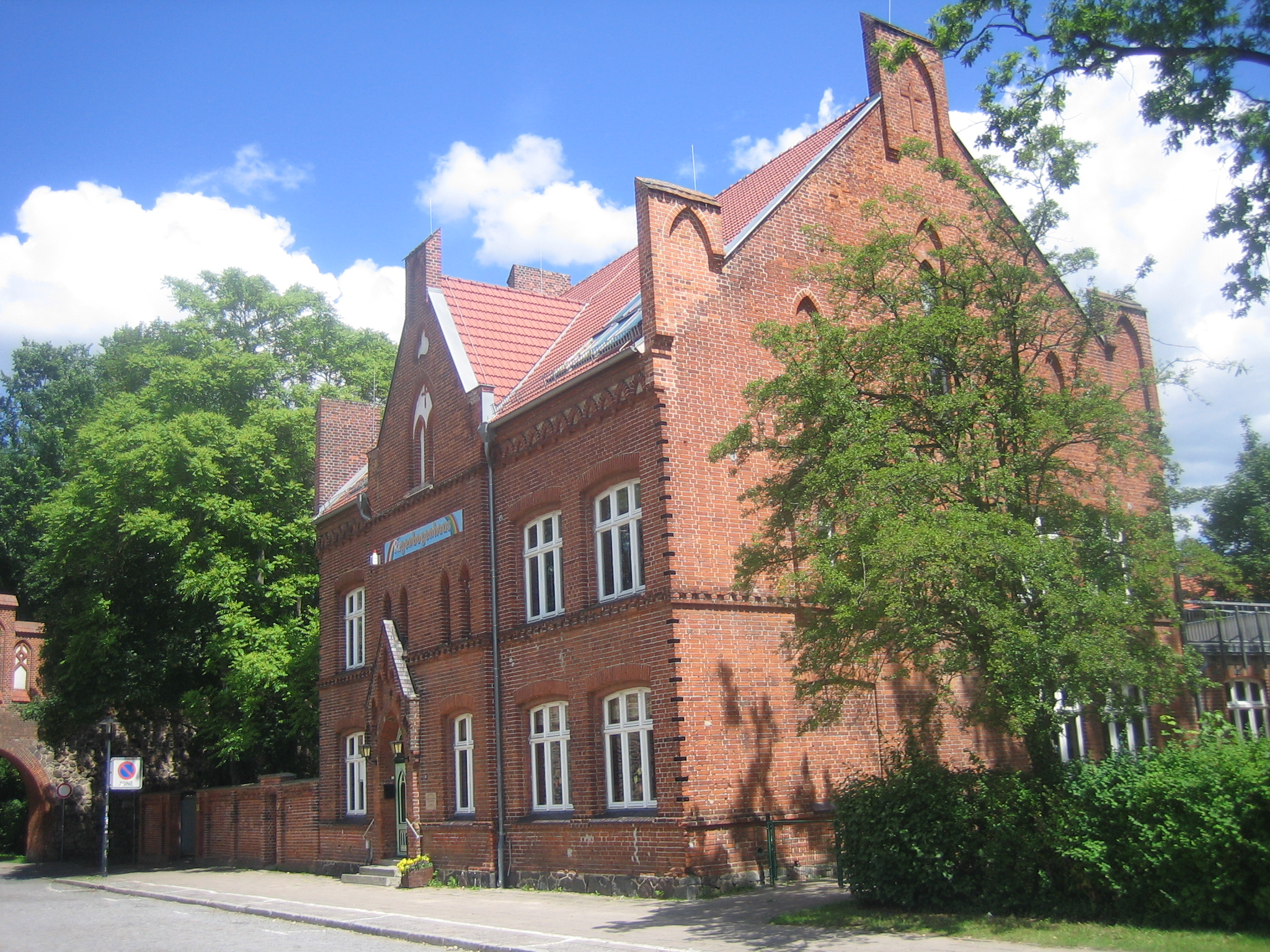
Дом на Дарренштрассе
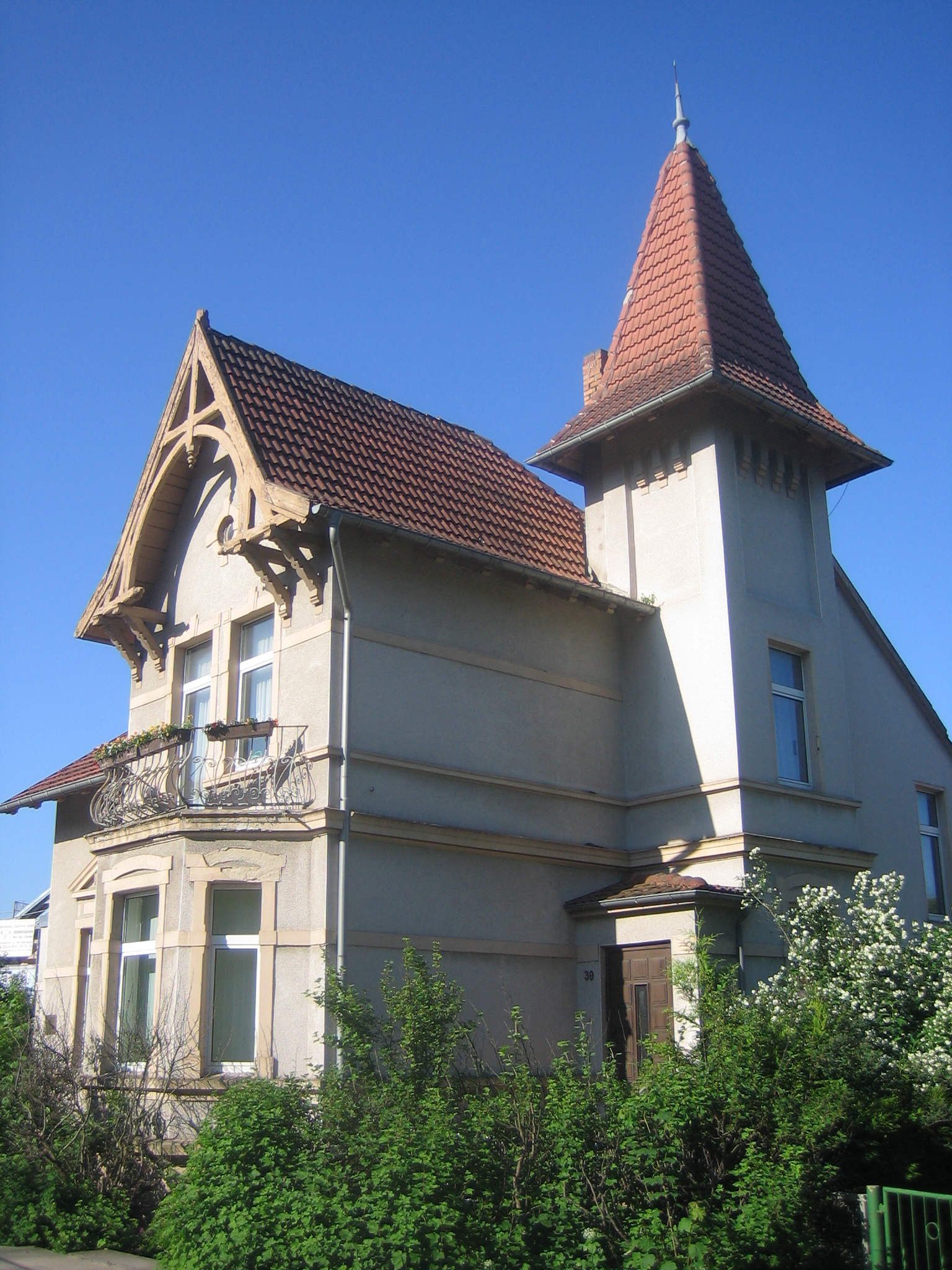
Дом на площади Фридриха Энгельса
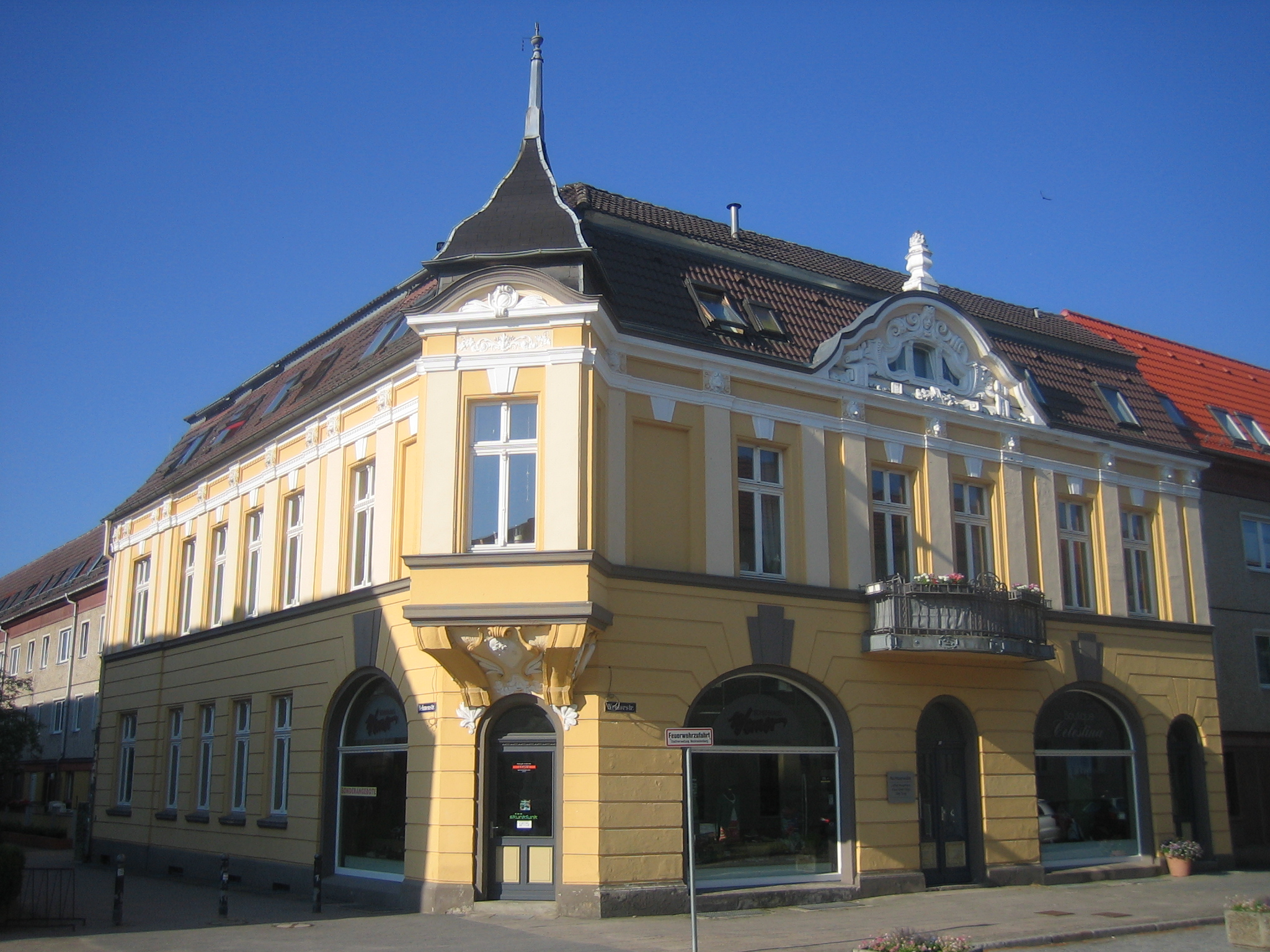
Дом на Нойеторштрассе
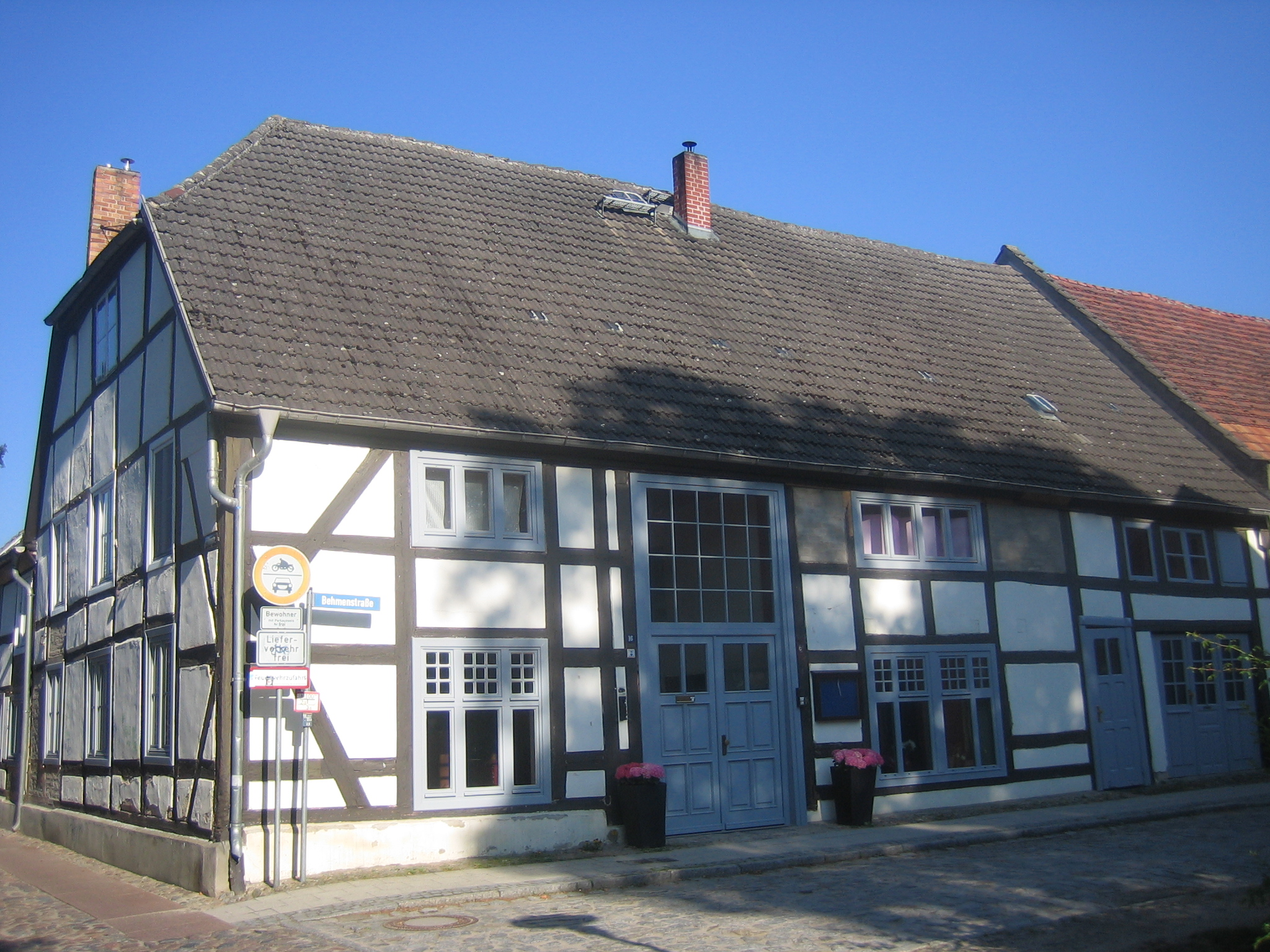
Дом на Беменштрассе
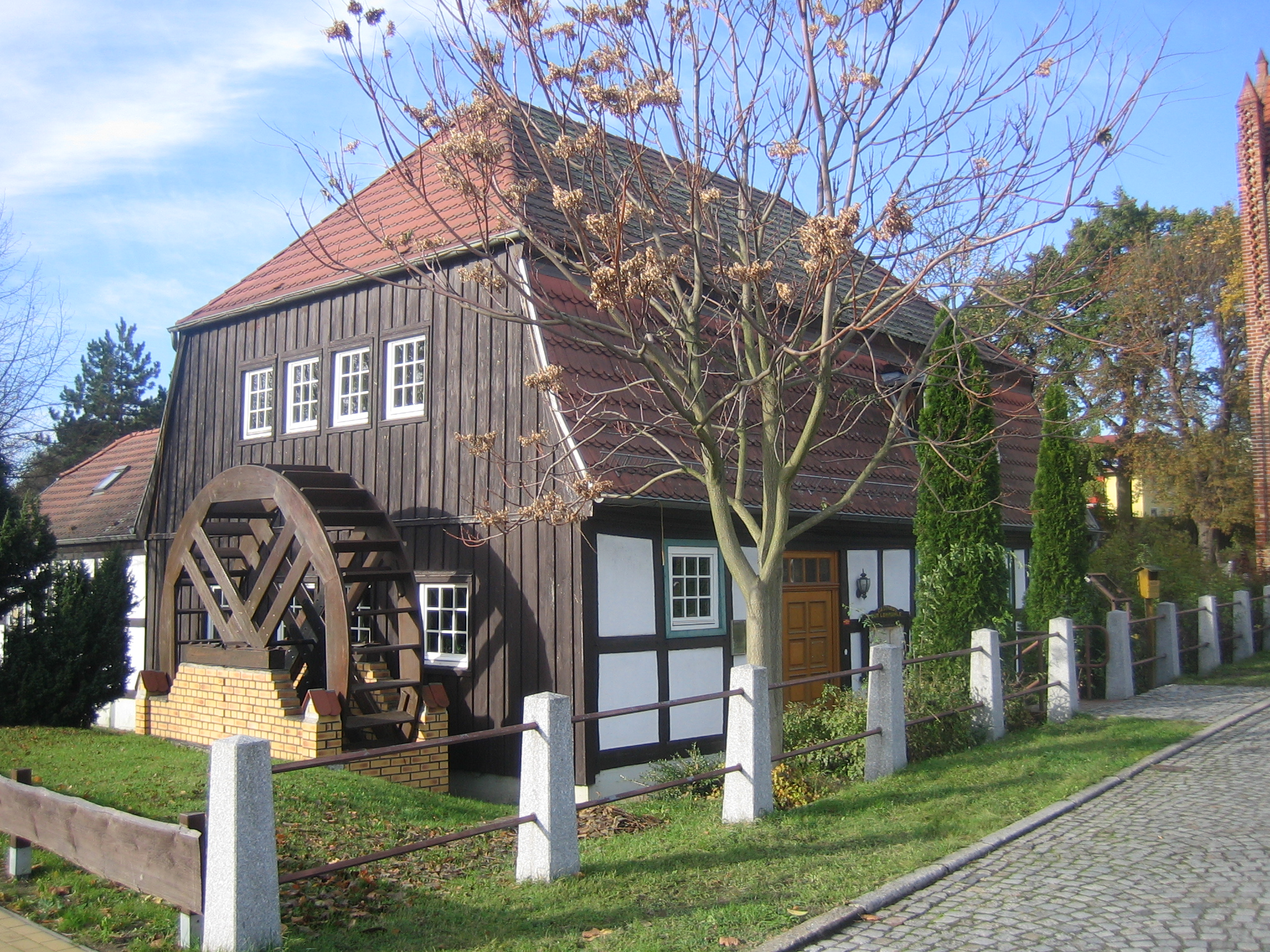
Мельница